# Araçá-do-campo
Araçá-do-campo (Psidium guineense Sw.) é um arbusto frutífero, original do Brasil, na América do Sul. Também conhecido como goiaba-do-morro.

## Características
Arbusto que raramente atinge altura superior a um metro e meio, semidecíduo, tronco e ramos com casca lisa amarronzada. Os ramos novos são arroxeados, pubescentes e tetragonais.
Folhas coriáceas, discolores, pubescentes na face inferior, com até 10 cm de comprimento.
As flores brancas, axilares, se formam entre outubro e novembro.
Seus frutos, bagas ovóides, são comestíveis. Têm polpa suculenta acidulada e amadurecem no verão.

## Ocorrência
Argentina, Belize, Bolívia, Brasil (Acre, Amapá, Amazonas, Ceará
, Espírito Santo, Mato Grosso, Minas Gerais, Pará, Paraná, Rio Grande do Sul (Pampa Gaúcho), Santa Catarina e São Paulo) Caribe, Colômbia, Costa Rica, Equador, El Salvador, as três Guianas, Guatemala, Honduras, Madagascar, México, Nicarágua, Panamá, Paraguai, Peru e Venezuela.
Planta dos cerrados, cerradões, campos e savanas, pode ser encontrada nos planaltos meridionais do Brasil, em altitudes iguais ou superiores a 900 metros.
No estado de São Paulo, onde está na lista de espécies ameaçadas, ocorre na floresta ombrófila densa de sudeste.
Não é cultivada, mas ainda é freqüente no cerrado.